# Lepanthes acoridilabia
Lepanthes acoridilabia är en orkidéart som beskrevs av Oakes Ames och Charles Schweinfurth. Lepanthes acoridilabia ingår i släktet Lepanthes och familjen orkidéer. Inga underarter finns listade i Catalogue of Life.